# Летучий голландец (фильм, 1991)
«Летучий голландец» — советский художественный фильм, снятый Виктором Кузнецовым на ялтинских киностудиях «Ялтафильм» и «Фора-фильм» в 1990 году. Сатирическая кинокомедия. Премьера фильма состоялась в 1991 году.

## Сюжет
«Летучий голландец» — ресторан на бывшем паруснике у черноморской набережной. Поздно вечером незаметно для посетителей и персонала, благодаря нетрезвому посетителю, перерубившему канат, он отрывается от берега и понемногу уходит в море.
Когда люди обнаруживают, что оказались на корабле без руля и ветрил, начинается маленькая внутренняя история «Летучего голландца», в которой можно легко узнать историю государства.

## В ролях[1]
- Анатолий Кузнецов — директор ресторана Матвей Фомич
- Георгий Мартиросян — швейцар
- Анатолий Калмыков — бармен
- Николай Аверюшкин — официант
- Валентина Талызина — жена кооператора
- Владимир Кашпур — Захаркин
- Людмила Зайцева — Марсевна
- Ирина Розанова — Шура Фролова, спутница офицера
- Виктор Борцов — кооператор
- Дмитрий Бузылёв — цыган
- Сергей Арцыбашев — капитан спасателя «Механик Лещук»
- Сергей Сазонтьев — офицер

## Съёмочная группа[1]
- Продюсеры: Андрей Разумовский[2], Юрий Романенко
- Автор сценария: Владимир Вардунас
- Режиссёр-постановщик: Виктор Кузнецов
- Оператор-постановщик: Виктор Шейнин
- Художник-постановщик: Владимир Мурзин
- Композитор: Александр Бабаев

## Съёмки
Картина снималась на производственных мощностях Ялтинской киностудии. Морские съёмки обеспечивал инженер-проектировщик плавсредств и старейшина водных каскадёров студии В. П. Павлотос. К тому моменту в работе на студии было несколько фильмов морской тематики, в том числе совместно с французским участием, поэтому из флотилии бутафорских судов все были заняты, что грозило отсрочкой съёмок. Павлотос предложил использовать декорацию на понтоне. Сценарист  В. Вардунас переписал сценарий так, что ресторан уплыл в море с секцией плавучего крана. Понтон собирался на Керченском судоремонтном заводе. Сцена шторма снималась в Керчи, на декорациях, установленных на несамоходном морском понтоне.